# Попов Олександр Анатолійович
Олекса́ндр Анато́лійович Попо́в (14 липня 1977, с. Кобзарці, Снігурівський район, Миколаївська область, Українська РСР — 27 червня 2017, с. Миколаївка, Волноваський район, Донецька область, Україна) — старшина Збройних сил України, учасник миротворчої місії в Іраку, учасник російсько-української війни.

## Біографія
Народився 1977 року в селі Кобзарці на Миколаївщині.
На військовій службі — з 2002 року, з 2004 служив за контрактом у 28-ій окремій механізованій бригаді, в/ч А0666, смт Чорноморське, Одеська область. У 2004—2005 роках проходив службу в Іраку у складі 81-ї тактичної групи української миротворчої місії.
Старшина, головний сержант 1-ї механізованої роти 28 ОМБр.
З початком російської збройної агресії проти України з 2014 року виконував завдання на території проведення антитерористичної операції, пройшов бої у прикордонній зоні, — Маринівка, Степанівка, Савур-могила. Був поранений, після лікування в госпіталі ніс службу за місцем постійної дислокації, у той час співпрацював з волонтерами, допомагав родинам загиблих бойових товаришів. По тому повернувся в зону АТО. Співпрацював з одеським інтернет-виданням «Думська», — якийсь час у 2014 році був позаштатним воєнкором. Також співпрацював з ГО «Україна — це ми» і «Рада громадської безпеки» (м. Одеса), волонтери передавали через Олександра автомобілі в АТО.
Загалом пройшов три ротації у зоні бойових дій на Сході України.
Загинув у ніч з 27 на 28 червня 2017 року внаслідок вибуху переробленої гранати до СПГ-9 на взводному опорному пункті поблизу села Миколаївка Волноваського району, ще четверо військовослужбовців дістали поранення.
Похований 30 червня на Алеї Слави Миколаївського центрального міського кладовища у Мішково-Погорілове.
Залишилась дружина та троє дітей.

## Нагороди та відзнаки
- Указом Президента України № 189/2018 від 27 червня 2018 року, за особисту мужність і самовіддані дії, виявлені у захисті державного суверенітету та територіальної цілісності України, нагороджений орденом «За мужність» III ступеня (посмертно)[9].
- Медаль «15 років Збройним Силам України».
- Нагрудний знак «Ветеран війни».
- Медаль «За службу в Іраку» багатонаціональної дивізії «Центр-Південь» (Польща).
- Нагрудний знак 81-ї тактичної групи «Ірак—Васіт—2005».